# Clemens Schmalstich

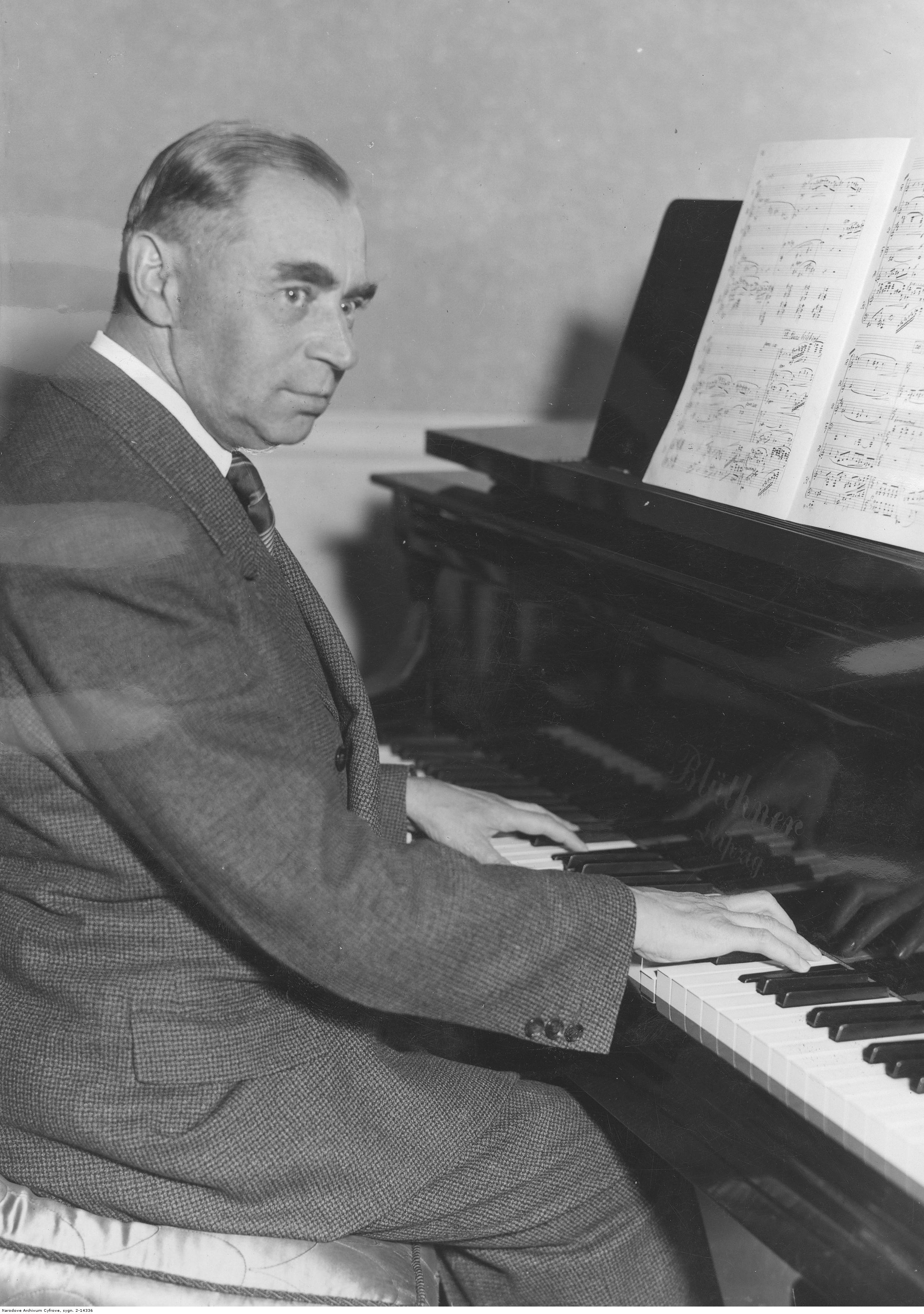
Der deutsche Dirigent Professor Clemens Schmalstich am Klavier

 Clemens Carl Otto Schmalstich (* 8. Oktober 1880 in Posen; † 15. Juli 1960 in Berlin) war ein deutscher Komponist und Dirigent.

## Leben
Seine Eltern waren der Eisenbahnbetriebssekretär Klemens Schmalstich und Josepha Schmalstich, geb. Wicher. Clemens Schmalstich studierte nach dem Besuch des Posener Friedrich-Wilhelm Gymnasiums auf Wunsch seines Vaters, der von einem Musikstudium seines Sohnes nichts wissen wollte, zunächst vier Semester Philosophie an der Rheinischen Friedrich-Wilhelms-Universität Bonn. 1900 wurde er Mitglied der Landsmannschaft Salia Bonn. Während seiner Zeit in Berlin wurde Schmalstich Mitglied der Landsmannschaft Marchia Berlin. 
1902 gelang es dem jungen Studenten, an die Königliche Hochschule für Musik nach Berlin zu kommen. Er „lernte“ dort Klavier bei Professor Ernst Rudorff, siedelte jedoch zwei Jahre später als Komponistenschüler in die Meisterklasse Engelbert Humperdincks (Schöpfer u. a. der Oper Hänsel und Gretel) über, der sein väterlicher Freund wurde und ihm im Herbst 1906 die Stellung eines Dirigenten am neu eröffneten Neuen Schauspielhaus in Berlin vermittelte, wo er neben anderen Werken auch Humperdincks Musik zu Shakespeares Sturm dirigierte. Schon damals gewann Schmalstich eine ganze Reihe von Akademie-Preisen. Sein Freund Leo Blech berief ihn 1910 an die Königliche Oper Berlin, wo Schmalstich bis 1919 neben Blech, Richard Strauss und Karl Muck als Korrepetitor und Kapellmeister wirkte.
Nach einigen Jahren freiberuflicher Tätigkeit mit vielen Auslandstourneen übernahm er 1927 die künstlerische Leitung der Electrola-Gesellschaft in Berlin, um 1931 einem Ruf als Lehrer an die staatlich-akademische Hochschule für Musik zu folgen. Zum 1. Mai 1932 trat er in die NSDAP ein (Mitgliedsnummer 1.106.153). Er wirkte in Alfred Rosenbergs Kampfbund für deutsche Kultur als Kreiskulturverwalter und Spartenleiter für Unterhaltungsmusik und Operette mit und war Präsidialbeirat in der Kameradschaft der Deutschen Künstler.
An der Musikhochschule war er bis 1945 als Ordentlicher Professor, Leiter der Dirigentenklassen und der Opernschule tätig. Nach dem Ende des Zweiten Weltkriegs stand er auf der Schwarzen Liste der US-Militärregierung und des Rundfunks in der SBZ. Nachdem er schon seit den 1920er Jahren den „Berliner Concertverein“ dirigiert und seit 1937 das NSLB-Orchester geleitet hatte, übernahm er von 1950 bis 1959 die Leitung des „Siemens-Orchesters“.
Clemens Schmalstich war seit 1906, somit  über fünfzig Jahre, mit Louise „Lissi“ Kurz (* 11. September 1880 Caymen, Kreis Labiau; † 15. Januar 1961, Berlin-Heiligensee), einer Konzert- und Oratoriensängerin (Mezzosopran) und Schriftstellerin, verheiratet, die u. a. das Libretto für seine Oper Beatrice schrieb. Das Paar hatte den Sohn Clemens Adolf Engelbert Schmalstich (* 15. Oktober 1908 Schöneberg). sowie zwei weitere Kinder.
Seiner Wahlheimat Berlin blieb Schmalstich bis zu seinem Tode treu. Er wohnte seit 1938 in der Bamberger Straße in Berlin-Wilmersdorf. Er starb im Alter von 79 Jahren an den Folgen eines Unfalls im Martin-Luther-Krankenhaus in Berlin-Schmargendorf und wurde auf dem Waldfriedhof Zehlendorf beigesetzt, doch ist seine Grabstätte bereits aufgelöst worden.
Sein Nachlass befindet sich in der Staatsbibliothek zu Berlin (55 Nachl 72).

## Kompositionen
Als Komponist schrieb Schmalstich etwa 120 Lieder mit Klavier- und Orchester, die Opern Beatrice (1940) und Die Hochzeitsfackel (1943), zwei Sinfonien, drei Konzerte für Klavier und Orchester, eine Sinfonietta, die sinfonische Dichtung Tragischer Epilog (zum Ableben des Papstes Pius XII.), von vielen Sendern ausgestrahlt, mehrere Orchestersuiten, viele Klavierwerke, die Operetten Tänzerin aus Liebe (1919) und Wenn die Zarin lächelt (1937). Sein Jugendwerk, die Bühnenmusik zu Peterchens Mondfahrt wird seit 1913 immer wieder auf in- und ausländischen Bühnen gespielt.
Auch in dem Fernsehfilm Peterchens Mondfahrt von 1959 wird seine Musik verwendet.

## Filmmusik
Schmalstichs Filmschaffen begann mit einem Kulturfilm über Goethe, und die Glanzzeit der Ufa-Kulturfilme ist mit seinem Namen verbunden. So komponierte er u. a. die Musik für die Kulturfilme Das Wort aus Stein über die Bauten Adolf Hitlers (1939) und Nürnberg, die Stadt der Reichsparteitage (1940). Zu seinen in der NS-Zeit komponierten Filmmusiken gehörten weiterhin Zu Straßburg auf der Schanz (1934) und Schneider Wibbel 1939. Die 1945 entstandenen Das Jahr der Elche und Frauenturnen („Anmut und Kraft. Frauensport unter der Zeitlupe“) wurden erst während der Berliner Festspiele 1957 uraufgeführt.
Unter seinen dreizehn Spielfilmen waren die Waschneck-Inszenierung Abel mit der Mundharmonika, Liebesleute (Renate Müller, Gustav Fröhlich, Harry Liedtke), Regine (Luise Ullrich, Adolf Wohlbrück), Musik im Blut (Sybille Schmitz), aber auch der Rühmann-Film Lachende Erben von Max Ophüls und der von Hans Steinhoff inszenierte Heinrich-George-Film Ein Volksfeind 1937.

## Orchesterwerke (Auswahl)
- Amor und Psyche op. 103 (1933)
- Aus einer kleinen Stadt op. 94, Suite (1936)
- Bilder aus Ceylon, Suite für Klavier (1947)
- Nordische Suite op. 112 (1947)
- 2 Serenaden für Streichorchester op. 104 (1956)

## Auszeichnungen
- 1957: Bundesverdienstkreuz 1. Klasse